# تكليف بمهام مؤقتة

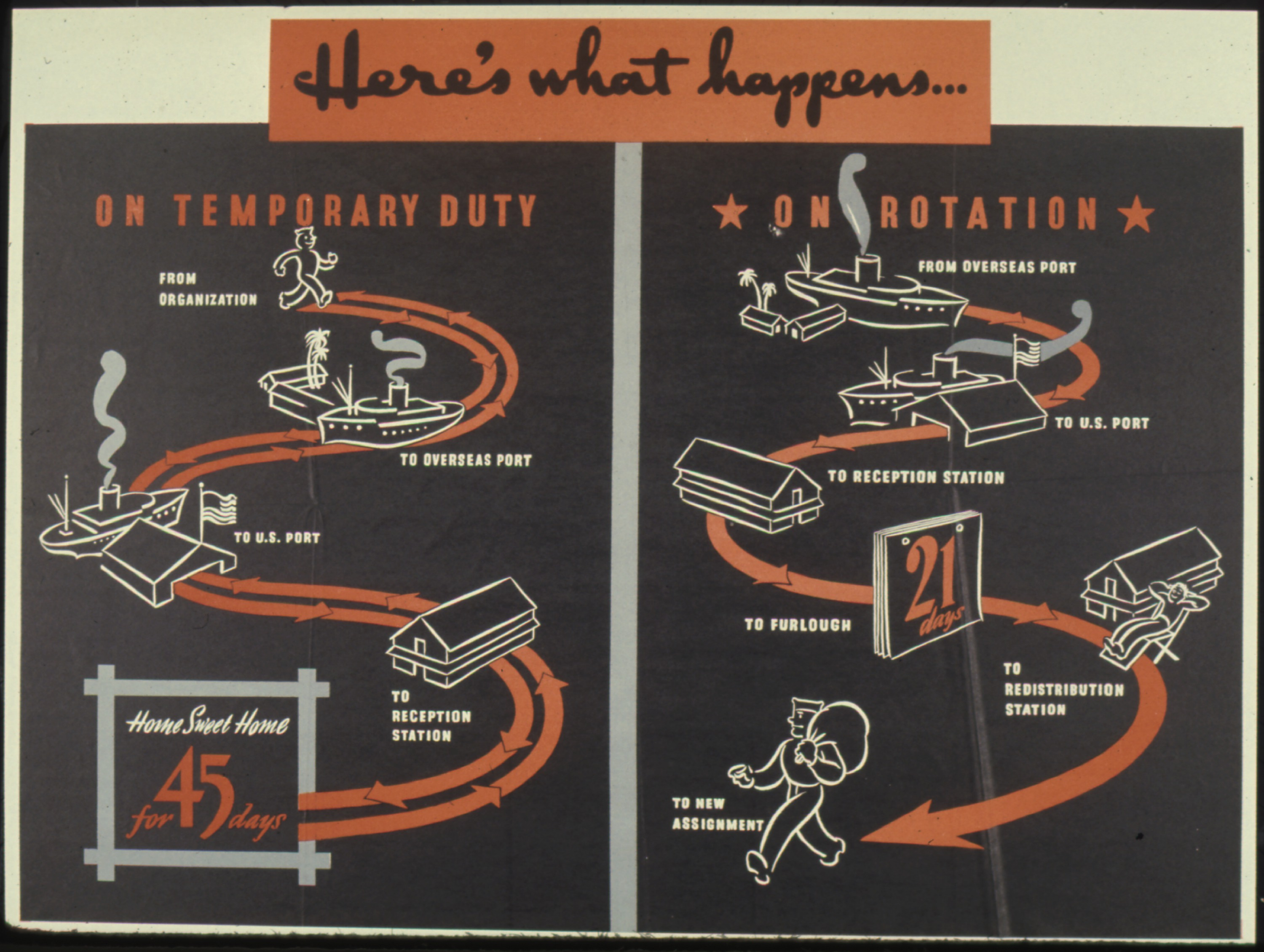

التكليف بالمهام المؤقتة (TDA)، المعروف أيضًا باسم «الواجب الإضافي المؤقت» (TAD) و «السفر لأداء مهام مؤقتة» (TDT) و «السفر إلى مكان بعيد لأداء مهام مؤقتة» (TDY)، يشير إلى تكليف موظفي الحكومة الفيدرالية للولايات المتحدة بالسفر لمكان بدلاً من مكان العمل الدائم للموظف. وهذا النوع من الإعارة عادة ما يكون لمدة قصيرة نسبيًا يكون طولها عادة من يومين إلى شهرين. ولكن لا تستخدم جميع الهيئات هذه التسمية. فالتكليف لأداء المهام المؤقتة يمكن أن يكون إلى أي مكان، سواء كان على بعد 50 أو 5000 ميلاً، وتفرض بعض الجهات الحكومية بما فيها وزارة الدفاع، بجعل مدة السفر أقل من 6 أشهر. أما تلك الجهات التي لا تفرض حد الستة أشهر ترى أن تكون الفترات الأطول تغيير دائم للمكان (PCS).
عادة ما تأتي التكليفات بالمهام المؤقتة بأخذ بدل يومي يغطي أماكن الإقامة والوجبات والمصروفات النثرية. ويقدر العديد من الموظفين جانب البدل اليومي عند السفر لأداء مهام مؤقتة، طالما كان المال مضمونًا، حتى لو أنفقوا أقل من القيمة اليومية المخصصة. ومع ذلك، تعامل بعض الجهات البدل اليومي للسكن بشكل منفصل عن الوجبات والمصاريف النثرية، ولا يمكن للموظفين كسب بعض المال من خلال الإقامة في أماكن أرخص أو وضع أكثر من شخص في الغرفة الواحدة. وعادة، قد يطلب الموظف سلفة نقدية بقيمة 60-80% من إجمالي قيمة الوجبات والمصروفات النثرية قبل أخذ البدل اليومي عن التكليف بالمهام المؤقتة، وذلك لمنع الموظف من الحاجة إلى استخدام ماله الخاص أو وضع المال في بطاقة ائتمان خاصة. كما تتاح بطاقات السفر الحكومي أيضًا، بالرغم من وجود قيود في بعض الأحيان على أنواع السلع أو الخدمات التي يمكن شراؤها بها.
تمتلك بعض الأماكن شققًا مفروشة للإقامة الطويلة. وتمتلك هذه الشقق مطابخ مجهزة تجهيزًا كاملاً بحيث يحصل المسافرون لأداء المهام المؤقتة على خيار الطبخ بدلاً من تناول الطعام في الخارج طوال الوقت، وقد يحتوي بعضها على غسالات ومجففات مجانًا.
وترى بعض الجهات أن أي تكليف يزيد عن 45 يومًا يُحسب كتكليف ممتد، مما يسمح للموظف بالحصول على جزء من النفقات التي تم إنفاقها قبل نهاية المهمة.

## وصلات خارجية
- Information about Government Per Diem
- GSA 2011 Per Diem Rates CONUS & OCONUS نسخة محفوظة 21 سبتمبر 2010 على موقع واي باك مشين.